# Osiris carinicollis
Osiris carinicollis är en biart som beskrevs av Heinrich Friese 1930. Osiris carinicollis ingår i släktet Osiris och familjen långtungebin. Inga underarter finns listade i Catalogue of Life.